# Панишер (ТВ серија)
Панишер (енгл. The Punisher) је америчка интернет телевизијска серија коју је за Нетфликс створио Стив Лајтфут, а заснована је на истоименом лику из стрипова издавачке куће Марвел комикс. Радња серије смештена је у Марвелов филмски универзум и дели континуитет са филмовима и осталим телевизијским серијама франшизе, а представља спин-оф серије Дердевил.
Радња серије врти се око Френка Кесла, који користи смртоносне методе како би се борио против криминала као осветник „Панишер”, са Џоном Бернталом у главној улози. У серији такође глуме и Бен Барнс, Амбер Роуз Рева, Џејсон Р. Мур и Дебора Ен Вол. У првој сезони придружили су им се Ебон Мос-Бакрак, Данијел Вебер, Пол Шулц, Мајкл Нејтансон и Џејми Реј Њуман, а у другој Џош Стјуарт, Флоријана Лима и Џорџија Вигем. Бернтал као Панишер се прво појавио у другој сезони Нетфликсове серије Дердевил. Марвел и Нетфликс су наручили самосталну серију која се почела снимати у јануару 2016. године са Бернталом поново у улози Панишера. Серија је снимана у Њујорку.
Све епизоде прве сезоне пуштене су 17. новембра 2017. године. Месец дана касније, серија је обновљена за другу сезону, која је пуштена 18. јануара 2019. године.

## Улоге
| Глумац          | Улога                    |
| --------------- | ------------------------ |
| Џон Бернтал     | Френк Кесл / Панишер     |
| Ебон Мос-Бакрак | Дејвид Либерман / Мајкро |
| Бен Барнс       | Били Русо                |
| Амбер Роуз-Рева | Дина Мадани              |
| Данијел Вебер   | Луис Вилсон              |
| Дебора Ен Вол   | Карен Пејџ               |

## Епизоде

### Сезона 1 (2017)
| Број епизоде | Број епизоде у сезони | Оригиналан налов        | Датум објаве       |
| ------------ | --------------------- | ----------------------- | ------------------ |
| 1            | 1                     | "3AM"                   | 17. новембар 2017. |
| 2            | 2                     | "Two Dead Men"          | 17. новембар 2017. |
| 3            | 3                     | "Kandahar"              | 17. новембар 2017. |
| 4            | 4                     | "Resupply"              | 17. новембар 2017. |
| 5            | 5                     | "Gunner"                | 17. новембар 2017. |
| 6            | 6                     | "The Judas Goat"        | 17. новембар 2017. |
| 7            | 7                     | "Crosshairs"            | 17. новембар 2017. |
| 8            | 8                     | "Cold Steel"            | 17. новембар 2017. |
| 9            | 9                     | "Front Toward Enemy"    | 17. новембар 2017. |
| 10           | 10                    | "Virtue of the Vicious" | 17. новембар 2017. |
| 11           | 11                    | "Danger Close"          | 17. новембар 2017. |
| 12           | 12                    | "Home"                  | 17. новембар 2017. |
| 13           | 13                    | "Memento Mori"          | 17. новембар 2017. |

### Сезона 2 (2019)
| Број епизоде | Број епизоде у сезони | Оригиналан налов         | Датум објаве     |
| ------------ | --------------------- | ------------------------ | ---------------- |
| 14           | 1                     | "Roadhouse Blues"        | 18. јануар 2019. |
| 15           | 2                     | "Fight or Flight"        | 18. јануар 2019. |
| 16           | 3                     | "Trouble the Water"      | 18. јануар 2019. |
| 17           | 4                     | "Scar Tissue"            | 18. јануар 2019. |
| 18           | 5                     | "One-Eyed Jacks"         | 18. јануар 2019. |
| 19           | 6                     | "Nakazat"                | 18. јануар 2019. |
| 20           | 7                     | "One Bad Day"            | 18. јануар 2019. |
| 21           | 8                     | "My Brother's Keeper"    | 18. јануар 2019. |
| 22           | 9                     | "Flustercluck"           | 18. јануар 2019. |
| 23           | 10                    | "The Dark Hearts of Men" | 18. јануар 2019. |
| 24           | 11                    | "The Abyss"              | 18. јануар 2019. |
| 25           | 12                    | "Collision Course"       | 18. јануар 2019. |
| 26           | 13                    | "The Whirlwind"          | 18. јануар 2019. |